# Mike Wilds
Mike Wilds, britanski dirkač Formule 1, * 7. januar 1946, Chiswick, London, Anglija, Združeno kraljestvo.
Mike Wilds je upokojeni britanski dirkač Formule 1. Debitiral je v sezoni 1974, ko je nastopil na petih dirkah v zadnjem delu sezone, toda kvalificiral se je le na zadnjo dirko sezone za Veliko nagrado ZDA, ki jo je sicer končal, toda zaradi prevelikega zaostanka ni bil uvrščen. Nastopil je tudi na prvih dveh dirkah naslednje sezone 1975, ko je obakrat odstopil. V sezoni 1976 je nastopil le na domači Velik nagradi Velike Britanije, toda ni se kvalificiral na dirko, kasneje pa ni več nikoli dirkal v Formuli 1.

## Popolni rezultati Formule 1
(legenda) (odebeljene dirke pomenijo najboljši štartni položaj, poševne pa najhitrejši krog, †-uvrščen kljub odstopu)
| Leto | Moštvo          | Šasija      | Motor       | 1       | 2       | 3    | 4   | 5   | 6   | 7   | 8   | 9      | 10     | 11  | 12      | 13      | 14      | 15     | 16  | Prv | Toč |
| ---- | --------------- | ----------- | ----------- | ------- | ------- | ---- | --- | --- | --- | --- | --- | ------ | ------ | --- | ------- | ------- | ------- | ------ | --- | --- | --- |
| 1974 | Dempster Racing | March 731   | Cosworth V8 | ARG     | BRA     | JAR  | ŠPA | BEL | MON | ŠVE | NIZ | FRA    | VB DNQ | NEM |         |         |         |        |     | -   | 0   |
| 1974 | Team Ensign     | Ensign N174 | Cosworth V8 |         |         |      |     |     |     |     |     |        |        |     | AVT DNQ | ITA DNQ | KAN DNQ | ZDA NC |     | -   | 0   |
| 1975 | Stanley BRM     | BRM P201    | BRM V12     | ARG Ret | BRA Ret | JAR  | ŠPA | MON | BEL | ŠVE | NIZ | FRA    | VB     | NEM | AVT     | ITA     | ZDA     |        |     | -   | 0   |
| 1976 | Tean P R Reilly | Shadow DN3  | Cosworth V8 | BRA     | JAR     | ZZDA | ŠPA | BEL | MON | ŠVE | FRA | VB DNQ | NEM    | AVT | NIZ     | ITA     | KAN     | ZDA    | JAP | -   | 0   |